# Urohidrosis

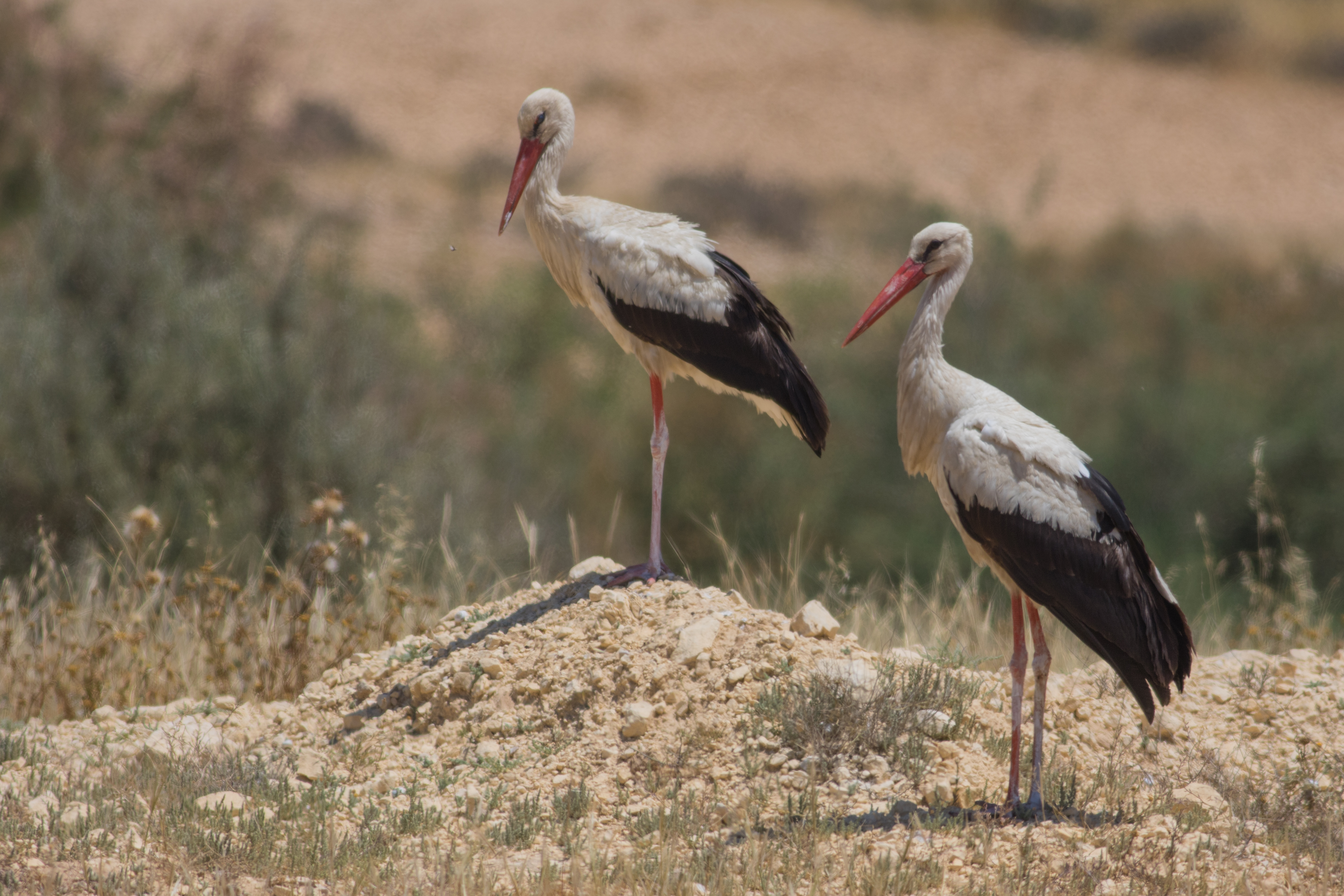
Ooievaars in Israël. Hun poten zijn grotendeels bedekt met witte ontlasting.

Urohidrosis is de gewoonte van bepaalde vogelsoorten om hun poten te bedekken met hun eigen vogelpoep. Een van de voornaamste redenen hiervoor is thermoregulatie. Wanneer het water in de ontlasting verdampt, worden de bloedvaten onder het huidoppervlak afgekoeld.
Urohidrosis is waargenomen bij diverse soorten ooievaars en gieren. Oorrobben gebruiken een soortgelijke methode; zij urineren op de zwemvliezen van hun achterpoten tijdens het zonnebaden. Voor veel gieren biedt urohidrosis nog een extra voordeel. Hun ontlasting bevat een bijtende urinezuur dat bacteriën doodt, zodat ze zonder gevaar over kadavers kunnen lopen.

## Etymologie
In zijn beschrijving van thermoregulatie bij kaalkopooievaars (Mycteria americana) introduceerde Marvin Phillip Kahl in 1963 de term 'urohidrosis': "Because of its apparent functional similarity to true sweating, I suggest the term urohidrosis for this phenomenon." De term is samengesteld uit de Oudgriekse woorden οὖρον, ouron (urine) en ἱδρώς, hidrōs (zweet). 'Hidrosis' is ook de medische term voor zweten.